# Fensterbach
Fensterbach är en kommun i Landkreis Schwandorf i Regierungsbezirk Oberpfalz i förbundslandet Bayern i Tyskland.
Kommunen bildades 1 januari 1971 genom en sammanslagning av kommunerna Dürnsricht och Wolfring.